# Lucie Bergeron
Pour les articles homonymes, voir Bergeron.
Lucie Bergeron, née en 1960 à Québec, est une romancière qui écrit pour l'enfance et la jeunesse depuis 1991. Détentrice d’une maîtrise en littérature de l’Université Laval, elle est membre de l'Union des écrivains québécois. Sans les rééditions, elle a publié, à ce jour, plus d’une quarantaine de romans pour la jeunesse. Ses romans pour adolescents, Dans le cœur de Florence et La fille qui voulait tout ont été finalistes au Prix du Gouverneur Général du Canada 2019, au Prix des libraires 2020, ainsi qu'au Prix de création 2022 de la Ville de Québec-Salon international du livre de Québec.

## Œuvres
- 1991 – Un chameau pour maman
- 1992 – La grande catastrophe
- 1993 – Un voilier dans le cimetière
- 1994 – Zéro les bécots !
- 1995 – Zéro les ados !
- 1995 – Un micro s.v.p.
- 1996 – Le magasin à surprises
- 1996 – Zéro mon Zorro !
- 1997 – À pas de souris
- 1997 – La lune des revenants
- 1998 – La proie des ombres
- 1998 – Le secret de Sylvio
- 1999 – Zéro mon grelot !
- 1999 – Le tournoi des petits rois
- 2000 – Bout de comète !
- 2001 – Léo coup-de-vent !
- 2001 – Solo chez madame Broussaille
- 2002 – Solo chez monsieur Copeau
- 2002 – Sur la piste de l’étoile
- 2003 – Solo chez madame Deux-Temps
- 2003 – Un Tigron en mission
- 2004 – Solo chez monsieur Thanatos
- 2004 – Le Trésor de la cité des sables
- 2005 – Solo chez grand-maman Pompon
- 2005 – Le Monstre de la forteresse
- 2006 – Solo chez Pépé Potiron
- 2006 – Dagmaëlle 1 - Les compagnons des Hautes-Collines
- 2007 – Dagmaëlle 2 - L'île de l'Oubli
- 2008 – Solo chez Mama Marmita
- 2010 – Dagmaëlle 3 – La Pierre invisible
- 2010 – Solo chez Monsieur Magika
- 2012 – Top Secret
- 2012 – Solo chez madame Lili Monlivre
- 2013 – Super Équipe
- 2014 – Vacances monstres
- 2015 – Fée Fougère et Milo Mulot
- 2016 – La Grande Colère
- 2017 – La princesse de partout
- 2018 – Sur le toit du monde
- 2019 – Dans le cœur de Florence
- 2021 – La fille qui voulait tout